# Hoa hậu Quốc tế 1987
Hoa hậu Quốc tế 1987 là cuộc thi Hoa hậu Quốc tế lần thứ 27, được tổ chức vào ngày 13 tháng 9 năm 1987 tại Nippon Seinenkan, Tokyo, Nhật Bản. 47 thí sinh tham gia cuộc thi năm nay. Trong đêm chung kết, Hoa hậu Quốc tế 1986 Helen Fairbrother đến từ Anh đã trao lại vương miện cho người kế nhiệm, cô Laurie Simpson đến từ Puerto Rico.

## Kết quả

### Thứ hạng
| Kết quả              | Thí sinh |
| -------------------- | --- |
| Hoa hậu Quốc tế 1987 | - Puerto Rico – Laurie Simpson |
| Á hậu 1              | - Bỉ – Muriel Jane Georges Rens |
| Á hậu 2              | - Mexico – Rosa Isela Fuentes Chávez |
| Á hậu 3              | - Hoa Kỳ – Paula Jean Morrison |
| Á hậu 4              | - Úc – Vanessa Lynn Gibson |
| Top 15               | - Áo – Kristina Sebestyen - Brazil – Fernanda Campos Soares - Phần Lan – Niina Katariina Kärkkäinen - Đức – Dagmar Schulz - Ấn Độ – Erika Maria de Souza - Israel – Ofir Alony - Jamaica – Denise Josephine Thompson - Nhật Bản – Yayoi Morita - Tây Ban Nha – Ana García Bonilla - Venezuela – Begoña Victoria García Varas |

## Các giải thưởng đặc biệt
| Giải thưởng                 | Thí sinh                                   |
| --------------------------- | ------------------------------------------ |
| Hoa hậu Ảnh                 | - Hồng Kông – Lâm Dĩnh Nhàn                |
| Hoa hậu Thân thiện          | - Colombia – Michelle Betancourt Vergara   |
| Trang phục dân tộc đẹp nhất | - Venezuela – Begona Victoria Garcia Varas |

## Thí sinh tham gia
- Argentina – Rossana Ranier
- Úc – Vanessa Lynn Gibson
- Áo – Kristina Sebestyen
- Bỉ – Muriel Jane Georges Rens
- Bolivia – Gouldin Balcázar
- Brazil – Fernanda Campos Soares
- Anh Quốc – Debbie Ann Pearman
- Canada – Julie Christine McDonald
- Colombia – Michelle Betancourt Vergara
- Costa Rica – Alexandra Eugenia Martínez Fuentes
- Đan Mạch – Zelma Hesselmann
- Phần Lan – Niina Katariina Kärkkäinen
- Pháp – Joelle Annik Ramyhed
- Đức – Dagmar Schulz
- Hy Lạp – Peggy Thanopoulou
- Guam – Geraldine Dydasco Gumatatao
- Hà Lan – Angelique Johanna Gerarda Cremers
- Honduras – Darlene Jacqueline Sikaffy Powery
- Hồng Kông – Lâm Dĩnh Nhàn
- Iceland – Magnea Lovisa Magnusdóttir
- Ấn Độ – Erika Maria de Souza
- Ireland – Barbara Ann Curran
- Israel – Ofir Alony
- Ý – Luisa Rigamonti
- Jamaica – Denise Josephine Thompson
- Nhật Bản – Yayoi Morita
- Hàn Quốc – Chung Wha-sun
- Luxembourg – Claudine Atten
- Malta – Maria Arlette Balzan
- Mexico – Rosa Isela Fuentes Chávez
- New Zealand – Philippa Lynn Beazley
- Quần đảo Bắc Mariana – Luciana Seman Ada
- Na Uy – Hege Elisabeth Rasmussen
- Panama – Amarilis Aurelia Sandoval
- Peru – Rosario Elsa Leguia Nugent
- Philippines – Maria Lourdez "Lilu" Dizon Enriquez
- Ba Lan – Ewa Monika Nowosadko
- Bồ Đào Nha – Susana Paula Neto da Silva Nunes
- Puerto Rico – Laurie Simpson
- Singapore – Marjorie Ai Ling Tan
- Tây Ban Nha – Ana García Bonilla
- Thụy Sĩ – Nathalie Amiet
- Thái Lan – Prapaphan Bamrubngthai
- Thổ Nhĩ Kỳ – Mine Baysan
- Hoa Kỳ – Paula Jean Morrinson
- Venezuela – Begoña Victoria García Varas
- Zaire – Mesatewa Tuzolana

## Chú ý

### Trở lại
| - Lần cuối tham gia vào năm 1967: - Perú - Lần cuối tham gia vào năm 1976: - Luxembourg - Lần cuối tham gia vào năm 1980: - Anh Quốc - Malta | - Lần cuối tham gia vào năm 1984: - Jamaica - Thổ Nhĩ Kỳ - Lần cuối tham gia vào năm 1985: - Zaire |

### Bỏ cuộc
| - Bờ Biển Ngà - Anh - Malaysia | - Scotland - Thụy Điển - Wales |